# 平庄站
平庄站（原名平庄西站），位于中华人民共和国内蒙古自治区赤峰市元宝山区平庄镇前七家村，是赤喀高速铁路上的火车站，2020年6月30日启用。

## 车站结构
本站设有一座建筑面积为9997.2平方米的线侧平式站房，站场规模为2台4线，车站中心设旅客天桥一座，出站侧设旅客地道一座。